# Gerry Alanguilan
Doroteo Gerardo N. Alanguilan, Jr. (San Pablo, La Laguna; 20 de enero de 1968 - San Pablo, La Laguna; 20 de diciembre de 2019), más conocido en las Filipinas por su alias Komikero, fue un humorista gráfico, ilustrador y escritor filipino.
Fue conocido por sus novelas gráficas Wasted y Elmer, y por su entintado en cómics de superhéroes estadounidense, como Wetworks, X-Men, Superman: Birthright, Wolverine, y Los 4 Fantásticos. Muchas de sus obras tienen lugar en las Filipinas o incluyen a personajes filipinos, tales como Johnny Balbona, Humanis Rex!, y Timawa. Alanguilan incorporó elementos de comentario social en su trabajo, especialmente Elmer, que satariza el racismo. El protagonista de la serie de cómic Stone, Gerry Alan, homenajea su nombre.
Falleció el 20 de diciembre de 2019 a los 51 años en San Pablo, Laguna (Filipinas).

## Carrera
Alanguilan estudió para convertirse en arquitecto, pero convirtió su hobby de la ilustración de cómics en una carrera para estar con su novia. Al principio, gran parte del trabajo de Alanguilan en los cómics fue sobre títulos convencionales de superhéroes estadounidenses. Publicó Wasted, su primera novela gráfica, en 1994, originalmente destinado a que solo lo leyeran sus amigos y luego se sintió avergonzado por la gran cantidad de violencia y blasfemias en él. Finalmente, publicó Wasted en Filipinas y desde allí su popularidad se extendió a los Estados Unidos, donde fue elogiado por Warren Ellis, y lo estableció como un creador de cómics independiente[cita requerida]. Alanguilan realizó trabajos para las firmas DC Comics y Marvel Cómics, entintando viñetas de títulos como X-Men, Supermán, Wolverine o Fantastic Four.
En 2009 se hizo viral en las redes sociales con el video Hey, Bay!  en el que se grabó haciendo gestos a la cámara pronunciando la frase «Coqueta» que provocó numerosos memes.
Nominado al Premio Eisner al Mejor Álbum Gráfico nuevo en 2011.